# ヴァルシ
ヴァルシ（伊: Varsi）は、イタリア共和国エミリア＝ロマーニャ州パルマ県にある、人口約1,100人の基礎自治体（コムーネ）。

## 地理

### 位置・広がり

#### 隣接コムーネ
隣接するコムーネは以下の通り。
- バルディ
- ボーレ
- ソリニャーノ
- ヴァルモッツォラ
- ヴァラーノ・デ・メレガーリ

### 気候分類・地震分類
ヴァルシにおけるイタリアの気候分類 (it) および度日は、zona E, 2984 GGである。
また、イタリアの地震リスク階級 (it) では、zona 3 (sismicità bassa) に分類される。

## 行政

### 分離集落
ヴァルシには、以下の分離集落（フラツィオーネ）がある。
- Baghetti, Bianchi, Busi, Casa Carnevale, Ca' Pesatto, Casa Tron, Case Marianna, Contile, Corticella, Ferrè, Franchini, Golaso, Groppo, Lagadello, Leonardi, Lubbia Sopra, Lubbia Sotto, Manini, Marsaia, Michelotti, Minassi, Molinazzo, Peracchi, Peretti, Perotti, Pessola, Pietracavata, Pietrarada, Ponte Vetrioni, Rocca Barborini (Rocca Vecchia), Rocca Nuova, Scaffardi, Scortichiere, Sgui, Tognoni, Tosca, Villora, Volpi